# Elise Hoyer
Anna Elisabeth „Elise“ Hoyer, verheiratete Simani, eigentlich Simanitsch (* 22. Mai 1852 in Elbogen, Böhmen; † nach 1893) war eine österreichische Publizistin und Begründerin der Österreichischen Frauenblätter.

## Leben
Hoyer war die Tochter des Gerichtsbeamten Josef Franz Hoyer. Sie heiratete am 16. Mai 1874 in Wien den Journalisten und Schriftsteller Georg Simanitsch (Künstlername Jürg Simani, * 16. April 1833 in Agram). 1893 wohnte sie in Wien und verzog wahrscheinlich nach Karlsbad.
Sie gründete die Österreichischen Frauenblätter, die jedoch mangels Interesse der Zielgruppe sehr schnell wieder eingestellt wurden.
In einer Rezension von 1885 zu Karl Schrattenthals Deutsche Dichterinnen und Schriftstellerinnen in Böhmen, Mähren und Schlesien wird das aus Böhmen stammende „Fräulein Elise Hoyer“ unter den noch lebenden Poetinnen aufgeführt.

## Veröffentlichungen
- Die ersten Lieder eines armen Mädchen. 1873.[5]
- Oster-Grüße. Selbstverlag, Wien 1874 (Gedichte; 16. S.; Volltext in der Google-Buchsuche).
- Weihnachts-Träume. Selbstverlag, Wien 1874 (Gedichte; 15. S.; Volltext in der Google-Buchsuche).